# 白角 (大嶼山)
白角是香港的一個海角，位於大嶼山西南岸的大浪灣和狗嶺涌之間，屬於南大嶼郊野公園的一部分。相信該地名的由來跟大白灣相似：昔日海上人在晚上眺望該海角時，裸露的岩石反映著月光，所以叫做白角。